# Marciano della Chiana
Marciano della Chiana är en ort och kommun i provinsen Arezzo i regionen Toscana i Italien. Kommunen hade 3 427 invånare (2018).